# Mörkasjön (Öxabäcks socken, Västergötland)
Mörkasjön är en sjö i Marks kommun i Västergötland och ingår i Ätrans huvudavrinningsområde.